# سنجاب زمینی تاوروس
سنجاب زمینی تاوروس (نام علمی: Spermophilus taurensis) نام یک گونه از سرده دانه‌دوست‌ها است.